# VfV Hildesheim
El VfV Hildesheim fue un equipo de fútbol de Alemania que militó en la Versbandsliga.

## Historia
Fue fundado en el año 1904 en la ciudad de Hildesheim con el nombre FV Britania por algunos trabajadores ingleses de la ciudad y sus compañeros de trabajo. Fue uno de los equipos fundadores de la Asociación de Fútbol del Norte de Alemania en 1905 y 3 años después cambia su nombre por el de SV Hohenzollern, el cual cambiaron al terminar la Primera Guerra Mundial por el de VfB Hildersheim.
En 1922 se fusionaron con el HSV 07 para crear al SpVgg Hildersheim 07. Jugaron el la máxima categoría del fútbol alemán entre 1911 y 1913, y en 1914 se canceló la liga debido a la Primera Guerra Mundial. Retornan a la máxima categoría en 1921, logrando el subcampeonato en la temporada 1923/24 y en la década de los años 30s desciende de categoría.
Al terminar la Primera Guerra Mundial empezaron a crear secciones en varios deportes como balonmano, baloncesto, natación, gimnasia, tenis, tenis de mesa, boliche, atletismo, hockey, fútbol americano, billar y voleibol.
En 1937 el club fue refundado con el nombre Hilderssheim SV 07 tras la fusión de los equipos ZV Hildersheim y el VfL Hildersheim. Estuvieron en la máxima categoría hasta la temporada 1940/41.
En 1946 el club renace con su nombre actual, siendo uno de los equipos fundadores de la Oberliga Süd-Niedersaschen en 1946, en la cual permaneció hasta 1967. En la temporada 1961/62 se enfrascó en una lucha por los primeros lugares ante el SV Werder Bremen, siendo fuertes en casa y solo el FC St. Pauli logró sacar puntos de su cancha, aunque comenzó a perder terreno ante el Hamburger SV, quedando cerca de jugar la Copa de Europa. En la Copa de Alemania llegaron a los cuartos de final, en la que el 1. FC Nuremberg los eliminó por un contundente 0-11.
Con la creación de la Bundesliga en 1963, el club tenía problemas económicos, provocando que sus mejores jugadores abandonaran el club, aunque tuvieron su primera participación en competiciones internacionales, en la Copa Intertoto 1962-63, aunque fue eliminado en la fase de grupos con solo 2 puntos gracias al triunfo ante el FC Amsterdam.
La Bundesliga se quedaba lejos para el club mientras jugaba en la Regionalliga en 1967 comenzó su bajón a las ligas amateur de Alemania, aunque tuvo sus chispazos como en la Copa de Alemania de 1978/79, en la que eliminaron al Alemannia Aachen de la 2. Bundesliga por 3-0, pero en la ronda siguiente fueron eliminados por el Hamburger SV 0-6.
En el año 2003 el club se fusionó con el Borussia 06 Hildesheim para dar origen al VfV 06 Hildesheim.

## Palmarés
- Campeonato Amateur de Alemania: 1

1957/58

## Participación en competiciones de la UEFA
- Copa Intertoto: 1 aparición

1962/63 - Fase de grupos